# SEA MARK SQUARE
SEA MARK SQUARE（シーマークスクエア）は、茨城県日立市東滑川町五丁目に所在する複合商業施設。

## 概要
取扱量の減少と売上の低迷から「日立市公設地方卸売市場」が2015年（平成27年）に廃止となり、その跡地にオープン。スーパーマーケットやホームセンター、10年以上日立市内に存在しなかった映画館などが出店し、屋上には足場やイベント広場の他、「こどもの遊び場」「くつろぎの場」「つなぐ広場」という3つの広場が整備される。
また、隣接する「東滑川ヒカリモ公園」との歩道橋を整備した。

## テナント
スーパーマーケットの「ヨークベニマル」を核店舗に、水戸市にある百貨店「京成百貨店」のサテライト店「KEiSEi & sole」、「GENDA GiGO Entertainment」が運営し、日立市内では14年ぶりとなる映画館の「シネマサンライズ」、中成沢町から移転した「ユニクロ」や、カフェの「スターバックス」、ホームセンターの「スーパービバホーム」が出店。

## 沿革
- 2020年（令和2年）
  - 3月13日 - 「スターバックス」開業。
  - 3月18日 - 「ヨークベニマル」開業。
  - 3月19日 - 開業。当初は日立ライフが運営。
  - 4月1日 - 運営会社が合併により、日立リアルエステートパートナーズとなる。
  - 10月31日 - 「スーパービバホーム」がオープン[13]。
- 2024年（令和6年）
  - 3月15日 - 東京駅行高速バス「ひたち号」が茨城交通担当便のみ、シーマークスクエア発着を開始[14]。
  - 3月31日 - 中核店舗であった「スーパービバホーム」が閉店[15]。
  - 6月28日 - スーパービバホーム跡地に「ヤマダデンキ テックランド New日立店」がオープン[16][17]。

## アクセス
（この節の出典：）

### 車
- 常磐自動車道「日立中央IC」から約5.4 km。

### バス
常磐線日立駅中央口より
- 「シーマーク・スクエア」行き乗車。
- 小木津駅行き、「祝崎」停留所降車、徒歩5分。

## 周辺施設
- 東滑川ヒカリモ公園 - 歩道橋で直結。